# 末弘厳太郎
末弘 厳太郎（すえひろ いずたろう、1888年（明治21年）11月30日 - 1951年（昭和26年）9月11日）は、大正・昭和期の日本の法学者。専門は民法・労働法・法社会学。学位は法学博士（1920年）。東京大学名誉教授。正三位勲一等瑞宝章。川名兼四郎門下。弟子に吾妻光俊、石川吉右衛門、戒能通孝、小林巳智次、安田幹太など。

## 経歴

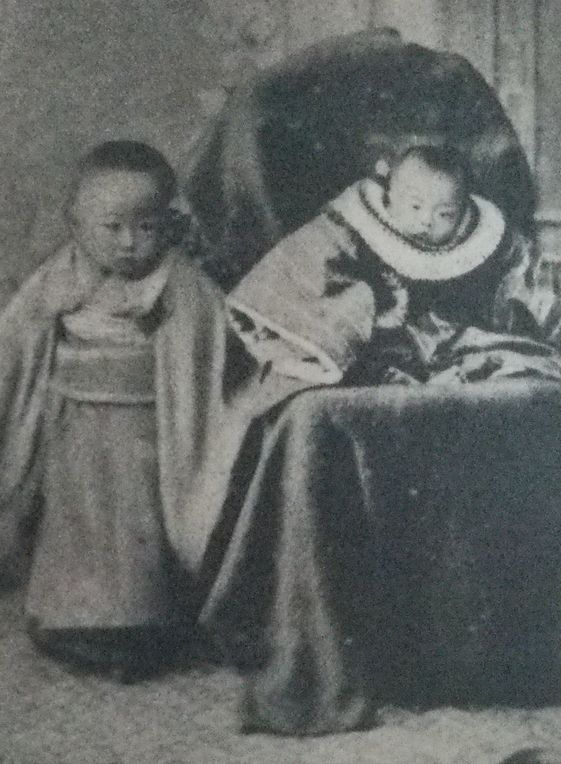
生後45日の厳太郎（左は姉）

1888年（明治21年）、大審院判事であった末弘厳石（すえひろ いずし（げんせき））の長男として山口県に生まれる。東京開成中学、正則英語学校、第一高等学校を経て、1912年（明治45年）7月に東京帝国大学法科大学独法科を優等で卒業し銀時計を授与される。同大大学院に進み、1914年（大正3年）7月、東京帝国大学法科大学助教授となる。
1917年（大正6年）11月、民法研究のためシカゴなどへ留学。1920年（大正9年）4月、法学博士の学位を取得し、同年9月に帰国。1921年（大正10年）4月に東京帝国大学法学部教授に就任。1942年（昭和17年）3月から1945年（昭和20年）3月まで東京帝大法学部長を務めた。
1946年（昭和21年）3月31日、東京帝国大学を辞職。その後、GHQの政策の影響を受けて教職追放を受けた。
1950年（昭和25年）9月に直腸癌の手術を受け、1951年（昭和26年）9月11日、東京都世田谷区宇奈根町の自邸にて死去。62歳没。
墓所は豊島区駒込の染井霊園。

## 社会的活動

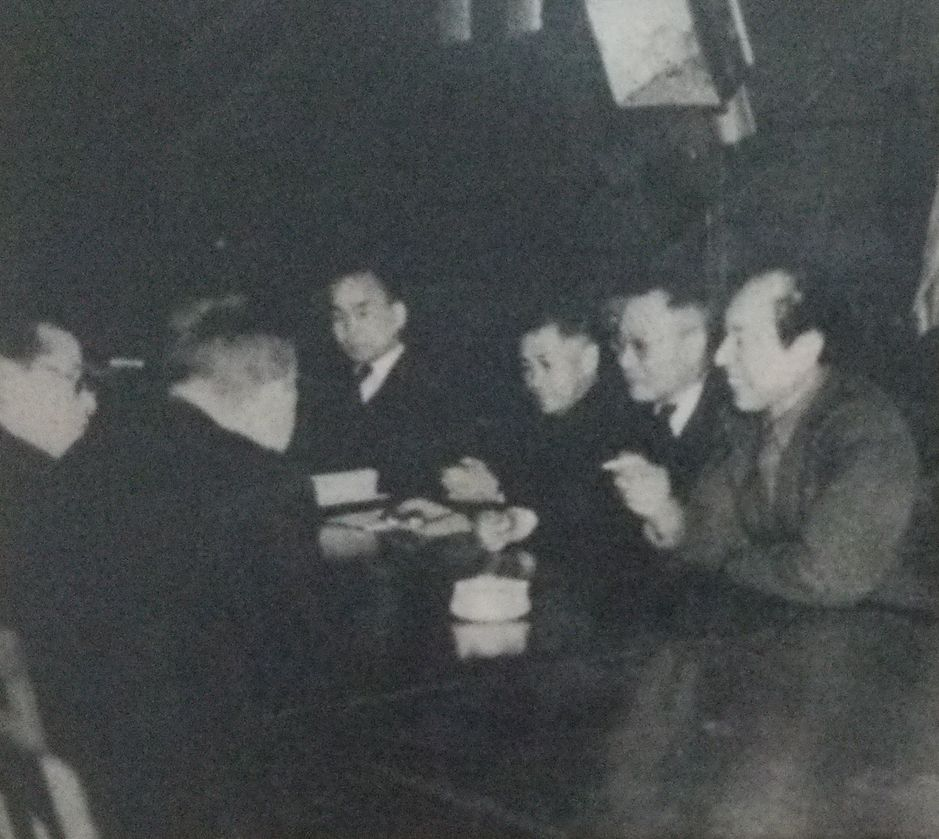
二・一ゼネスト突入直前、中央労働委会長として折衝を行う末弘（右から3番目。右端は徳田球一）

石黒忠篤農相のもとで小作立法のための調査を行い、戦時下には中国農村慣行調査の中心となった。第二次世界大戦後、東大を退職してGHQのもとで労働三法の制定に関与した。
1946年（昭和21年）に東京都地方労働委員会会長、船員中央労働委員会会長に就任し、1947年（昭和22年）には三宅正太郎のあとを継ぎ中央労働委員会二代目会長となった。
1951年（昭和26年）、『日本労働組合運動史』で毎日出版文化賞受賞。
また、末弘は日本水泳連盟（当時は大日本水上競技連盟）の発足に尽力し、1927年（昭和2年）には水連会長にも就任している。ベルリンオリンピックには水泳競技の役員として参加した。水泳選手のために「練習10則」を1939年（昭和14年）に制定したことでも知られる。また国民への水泳啓蒙を図るべく、大日本水泳連盟が『國民皆泳の歌』を製作・発表した際には自ら作詞の筆を執っている。
第二次世界大戦後に日本水泳連盟が再建されると、1949年（昭和24年）には連盟名誉会長に推挙された。
また大日本体育協会には1914年（大正3年）に水上競技大会役員として入って以降、1922年（大正11年）に常務理事、1929年（昭和4年）に専務理事に就任。一旦は役職を離れて普通の理事や参与などを務めた期間もあったが、1936年（昭和11年）に評議員となり、1938年（昭和13年）に体協理事長に就任。体育団体の戦時統合により結成された大日本体育会では1944年（昭和19年）に理事長に就任している。

## 人物

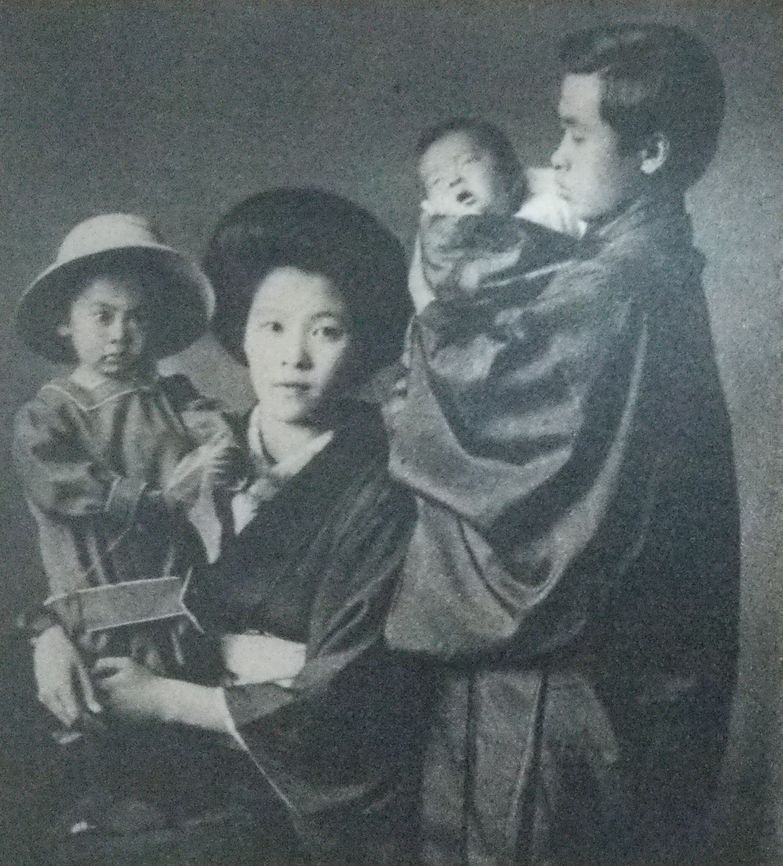
家族と共に（1917年（大正6年））

民法研究に多くの業績を残しただけでなく、労働法学の創始者にして法社会学の先駆とされる。軽妙な語り口で書かれた『民法雑記帳』、『嘘の効用』等は法律専門家ではない一般人にもよく読まれた。
愛称はガンちゃん。

## 学説
末弘は、ドイツ民法学全盛の時代の日本の民法学説を概念法学であるとして徹底的に批判し、民法学の転回をもたらした革命児である。
末弘は、元々ドイツ法流概念法学の代表とされた川名門下であり、留学前に上梓した債権法各論の体系書も概念の精確を重んじたものであったが、第一次世界大戦により予定されていたドイツ留学を断念せざるを得なくなり、当初アメリカに留学することになる。末弘は、帰国後教授に昇任すると、留学時代に研究した社会学の成果を法解釈学に持ち込み、実生活に内在する「生きた法」と国家の制定した「法律」を区別し、判例こそ具体的法律であり、判例研究をしないで、「生きた法」を知ることはできないとして、穂積重遠と共に民法判例研究会を設立した。そして、当時ドイツ法学の極端な影響下にあった法律学に対し、概念と論理を弄んで「法律」を理解したかのように振る舞っているだけで「不可」と断じて徹底的に批判した。
当時行われていた判例研究は判決に対し賛否を論じるというようなものであり、末弘が提唱した、判決の前提となった事実を詳細に調査し、従前あった判決との関係を調べて法の具体的変遷を明らかにするという手法は現在では当たり前のものとなっているが、当時は画期的なものであった。その反響は大きく、当時ドイツ流の民法解釈学を完成させていた鳩山秀夫に衝撃を与え、学会を去る遠因となるにまで至る。鳩山の弟子である我妻栄も末弘に大学院で指導を受けており、末弘の学風を受け継いでいる。
また、末弘は、「法律」と「生きた法」に乖離があるとし、国家の制定した法律に対立せざるを得ない現実の労働問題を直視して従来商法の一分野とされていた労働法の研究を進めて日本で最初の労働法の講義を行っただけでなく、欧米と異なる日本独自の「法」の現実を知るためには、日本古来の農村を調査してその慣習を知る必要があるとして法社会学の基礎を築いた。
「役人学三則」は、専門性を追及しない、法規を楯に形式的理屈をいう、縄張り根性の涵養といった、役人の仕事にありがちな問題点を皮肉った文章である。
以上のように、末弘は余人の追随を許さない変幻自在の思考の持ち主であったが、後進の研究者からは末弘理論を純化承継できる人物は遂に現れなかった。遺稿は、孤独が自分の性分であった。

## 親族
- 妻：末弘冬子 - 数学者・政治家として活動した菊池大麓の三女
- 妹：池田須賀 - 池田克・最高裁判所裁判官の妻

なお菊池大麓の長女多美子は美濃部達吉の妻、次女千代子は鳩山秀夫の妻で、美濃部・鳩山とは義兄弟の関係である。

## 賞詞
- 体育功労者（1940年）
- 毎日出版文化賞（1951年）
- 正三位勲一等瑞宝章（1951年、没後）

## 著書
- 『債権各論』（有斐閣、1918年）
- 『物権法上巻』 - ウェイバックマシン（2005年2月14日アーカイブ分）（有斐閣、1921年）
- 『物権法下巻 第一分冊』 - ウェイバックマシン（2013年5月16日アーカイブ分）（有斐閣、1922年）
- 『嘘の効用』（改造社、1922年）。新訂版：慧文社、2008年。ISBN 9784863300026
  - 新編『嘘の効用』（川島武宜編、冨山房百科文庫 上下）
  - 再編（抄版）『役人学三則』（岩波現代文庫、2000年）
- 『農村法律問題』（改造社、1924年）
- 『法窓閑話』（改造社、1925年）。新訂版：慧文社、2008年。ISBN 9784863300033
- 『債権総論』（日本評論社、1938年）
- 『民法雑記帳 上・下巻』（日本評論社、1940 - 1949年）
- 『法学入門』（日本評論社、1970年）、度々再刊
- 『末弘厳太郎評論新集―資本主義・法治・人情・デモクラシー』（新編：書肆心水、2024年）
- 『実情の民法学―民法雑記帳正続新選』（新編：書肆心水、2024年）

## 門下生
- 吾妻光俊（一橋大学名誉教授）
- 石川吉右衛門（東京大学名誉教授）
- 戒能通孝（早稲田大学教授、東京都立大学教授）
- 小林巳智次（北海道大学名誉教授）
- 安田幹太（京城帝国大学教授、八幡大学名誉教授）